# Pèndol de Kater

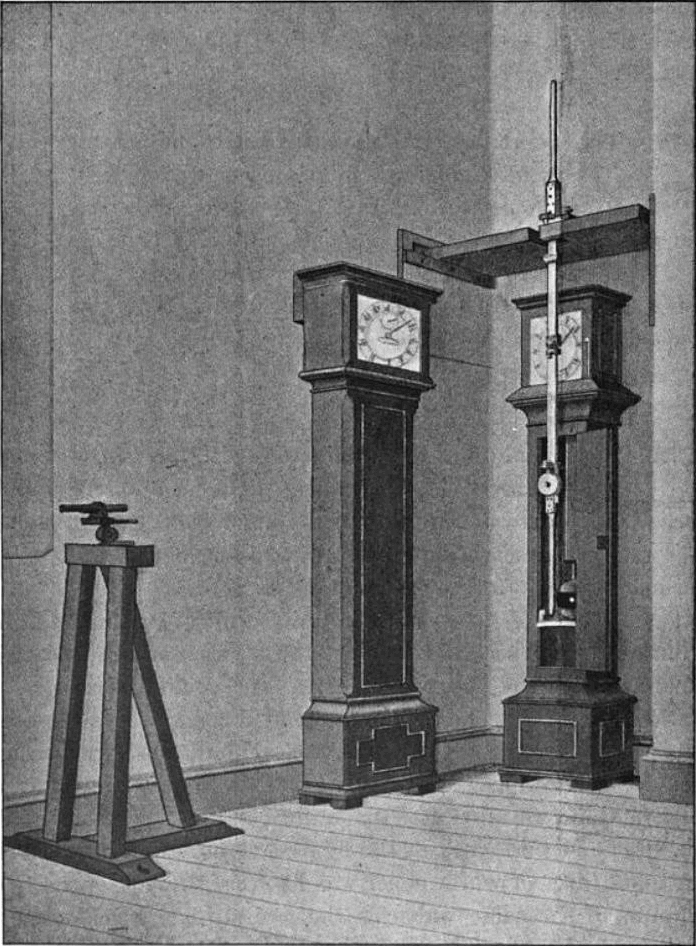
Pèndol de Kater original (pres d'una publicació de Kater de 1818).

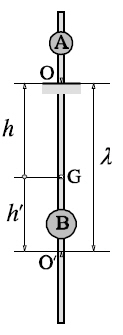
Pèndol de Kater (esquema).

El  pèndol de Kater  és un pèndol reversible inventat pel capità de l'armada britànica Henry Kater el 1817 com un instrument gravimètric destinat a mesurar l'acceleració gravitatòria local. El seu avantatge, respecte a anteriors mètodes gravimètrics que utilitzaven pèndols, rau en el fet que no és necessari determinar ni el centre de gravetat ni el centre d'oscil·lació del pèndol, cosa que permet una gran precisió. Durant poc més d'una centúria, fins a la dècada de 1930, el pèndol de Kater, amb les seves successives millores, va constituir el mètode estàndard per a la mesura de la intensitat gravitatòria en les prospeccions geodèsiques. En l'actualitat només és utilitzat per a demostracions docents dels principis del pèndol.

## Descripció
El pèndol de Kater és un pèndol compost que està format per una barra metàl·lica rígida proveïda de dues fulles (O i O '), amb les seves vores enfrontades, com s'indica a la Figura. Les fulles, recolzades per les seves
vores sobre un suport rígid i robust, serveixen com a centres (eixos) de suspensió. Dos discs metàl·lics (A i B) poden desplaçar-se al llarg de la barra del pèndol. El disc de menor massa (A) està situat en un dels extrems de la barra, fora de les fulles, l'altre (B), més pesat, està col·locat al mig de les fulles.
Ajustant convenientment les posicions de les masses lliscants sobre la barra del pèndol, hom pot aconseguir que siguin iguals els períodes d'oscil·lació del pèndol quan està suspès de la fulla O o de la fulla O '; en aquestes condicions, els punts O i O 'són conjugats i la distància que els separa és la longitud reduïda  λ  del pèndol. En conseqüència, podem determinar el valor de la intensitat del camp gravitatori,  g , a partir de l'expressió:
{\displaystyle T=2\pi {\sqrt {\lambda  \over g}}\qquad \Rightarrow \qquad g=4{\pi }^{2}{\lambda  \over {T}^{2}}\qquad \qquad [1]}
¨

## Mesura deg. Mètode de Bessel
Friedrich Bessel va demostrar que, per a la determinació exacta del valor de  g  no cal el lent procés que ens portaria a aconseguir que els dos períodes d'oscil·lació,  T  i  T  ', siguin exactament iguals. N'hi ha prou
que siguin aproximadament iguals, i, que la diferència  T  -  T  sigui molt petita.
En efecte, a partir d'una de les expressions del període del pèndol compost,
{\displaystyle T=2\pi {\sqrt {{h^{2}+K^{2}} \over gh}}\qquad \qquad [2]}
en la qual  K  és el radi de gir respecte a un eix paral·lel al de suspensió que passi pel centre de gravetat G del pèndol i  h  és la distància OG, podem obtenir:
{\displaystyle {ghT^{2} \over 4\pi ^{2}}=h^{2}+K^{2}\qquad {\text{i}}\qquad {gh'T'^{2} \over 4\pi ^{2}}=h'^{2}+K^{2}\qquad \qquad [3]}
de manera que, restant membre a membre, tenim:
{\displaystyle g{hT^{2}-h'T'^{2} \over 4\pi ^{2}}=h^{2}-h'^{2}}
d'on
{\displaystyle {4\pi ^{2} \over g}={hT^{2}-h'T'^{2} \over h^{2}-h'^{2}}={T^{2}+T'^{2} \over 2(h+h')}+{T^{2}-T'^{2} \over 2(h-h')}\qquad \qquad }
Llavors, si el centre de gravetat (G) del pèndol es troba més a prop d'una fulla que de l'altra, la diferència ( h  -  h  ') no és petita i, ja que  T  és aproximadament igual a  T  ', el segon terme de l'expressió anterior és menyspreable en comparació amb el primer, de manera que el valor de  g  pot obtenir mitjançant la fórmula:
{\displaystyle g=8\pi ^{2}{h+h' \over T^{2}+T'^{2}}\qquad \qquad }